# Evantes de Samos
Evantes de Samos (grec antic: Εὐανθής, llatí: Evanthes) fou un historiador grec nascut a Samos que esmentat solament per Plutarc.
Diversos historiadors mencionen autors amb el nom d'Evantes i els anomenen historiadors o escriptors, però com que no indiquen el seu lloc de naixement no resta clar si són sempre el mateix, i si algun o tots són Evantes de Samos, o Evantes de Cízic o Evantes de Milet.
Plini el Vell esmenta un Evantes que considera inter auctores Graeciae non spretus (entre els autors de Grècia no menyspreables), del que diu que va escriure un llibre sobre els ritus religiosos que havia observat a Arcàdia. Evantes de Samos és probablement qui va escriure l'obra μυθικά, de què fan esment uns escolis a Apol·loni de Rodes. Ateneu de Nàucratis parla d'un Evantes poeta èpic, de qui diu que va fer un poema en honor de Glauc, probablement un personatge diferent.